# Ordinary Man
Ordinary Man es el duodécimo álbum de estudio del cantante británico Ozzy Osbourne, publicado el 21 de febrero de 2020. El primer sencillo del álbum, titulado «Under the Graveyard», fue publicado el 8 de noviembre de 2019, seguido de «Straight to Hell» (22 de noviembre de 2019) y de «Ordinary Man» (10 de enero de 2020).

## Historia
Ordinary Man vio la luz diez años después del lanzamiento de Scream (2010). Tras finalizar la gira de despedida con la banda Black Sabbath, Osbourne empezó a trabajar en nuevo material para su carrera como solista. En septiembre de 2019 publicó «Take What You Want», un sencillo que apareció en el tercer álbum del rapero Post Malone, Hollywood's Bleeding. El 8 de noviembre de 2019 se reveló que Osbourne había trabajado con el bajista de Guns N' Roses, Duff McKagan, y el baterista de Red Hot Chili Peppers, Chad Smith, grabando material para un nuevo álbum de estudio. Hablando de la grabación, comentó que todo el proceso del álbum se hizo «en poco tiempo». También reconoció que la labor del guitarrista y productor Andrew Watt fue vital en la consecución del disco.

## Recepción
Ordinary Man recibió en general críticas positivas de la prensa especializada. Fred Thomas de Allmusic afirmó que, aunque tiene algunas canciones más débiles, se trata del mejor álbum de Osbourne en años. Afirmó además: «La producción es enorme pero la energía es espontánea, sonando como si fuera tan divertido de hacer como de escuchar. A los 71 años, en el momento en que salió Ordinary Man, la voz de Osbourne está en gran forma, sonando más o menos como siempre lo ha hecho». Josh Gray de la revista Clash comentó que «Ordinary Man está lejos de ser perfecto, pero todos los lanzamientos en solitario de Ozzy Osbourne tienden a reflejar los defectos de su creador en un grado u otro. Sin embargo, tiene un éxito absoluto en sus propios términos, sirviendo a su propósito al recordarle al mundo lo que perderá cuando este titán finalmente nos deje para siempre».
Escribiendo para The Guardian, Michael Hann le dio al álbum una reseña mixta, dando a entender que «Ordinary Man puede tener algunos momentos emotivos», aunque afirmando que el álbum carece de «canciones memorables». A.D. Amorosi de Variety se mostró más entusiasta, afirmando que el disco contiene más elementos de hard rock que de heavy metal y alabando la producción de Andrew Watt. Amorosi calificó el álbum con una puntuación de 8 estrellas sobre 10 posibles. Jordan Bassett del semanario musical británico NME le concedió a Ordinary Man una puntuación perfecta, asegurando que varias canciones del álbum le recordaban a la antigua banda de Osbourne, Black Sabbath.

## Lista de canciones
| N.º | Título                                                             | Duración |  |
| 1.  | «Straight To Hell»                                                 | 3:45     |  |
| 2.  | «All My Life»                                                      | 4:18     |  |
| 3.  | «Goodbye»                                                          | 5:35     |  |
| 4.  | «Ordinary Man» (con Elton John)                                    | 5:01     |  |
| 5.  | «Under The Graveyard»                                              | 4:57     |  |
| 6.  | «Eat Me»                                                           | 4:19     |  |
| 7.  | «Today Is The End»                                                 | 4:06     |  |
| 8.  | «Scary Little Green Men»                                           | 4:20     |  |
| 9.  | «Holy For Tonight»                                                 | 4:52     |  |
| 10. | «It's A Raid» (con Post Malone)                                    | 4:20     |  |
| 11. | «Take What You Want» (con Post Malone y Travis Scott, Bonus Track) | 3:49     |  |

## Créditos
- Ozzy Osbourne – voz
- Andrew Watt – guitarras, producción
- Duff McKagan – bajo
- Chad Smith – batería
- Slash – guitarra (pistas 1, 4)
- Elton John – piano y voz (pista 4)
- Post Malone – voz (pista 10, 11)
- Travis Scott – voz (pista 11)